# Piassina
La Piassina (en russe : Пясина) est un fleuve long de 817 km situé dans le nord est de la Sibérie en Russie asiatique.

## Géographie
Son bassin a une superficie de 182 000 km2 et est couvert de plus de 60 000 lacs d'une superficie totale de 10 450 km2.
La Piassina prend sa source 255 km au nord du cercle polaire arctique à l'ouest du plateau de Poutorana et coule sur une courte distance vers l'ouest en direction de Norilsk. Elle continue ensuite vers le nord, épouse la frontière ouest de la péninsule de Taïmyr et se jette dans la mer de Kara (océan Arctique).
La Piassina est prise dans les glaces de fin septembre-début octobre jusqu'à juin.
La Piassina est un fleuve abondant. Il roule annuellement 84 milliards de mètres cubes d'eau, soit 2 660 mètres cubes par seconde, ce qui correspond aux débits cumulés de la Loire et du Rhône français, tous deux en fin de parcours.